# St. Lambertus (Randerath)
Koordinaten: 51° 0′ 56″ N, 6° 10′ 36″ O
Die Kirche St. Lambertus hat ihren Standort im Ortsteil Randerath in der Stadt Heinsberg in Nordrhein-Westfalen. Sie steht als Baudenkmal unter Denkmalschutz.

## Lage
Die dreischiffige Kirche ist der Mittelpunkt des Ortes. Sie steht in Randerath an der Feldstraße direkt am Marktplatz und in Nachbarschaft der Burg Randerath. An der Ostseite der Kirche befindet sich die Gedenkstätte der in den Kriegen gefallenen und vermissten Soldaten.

## Geschichte
Die Kirche aus dem 15. Jahrhundert brannte 1670 ab. 1885 gründete man einen Bauverein und beauftragte den Architekten Lambert von Fisenne mit der Planung zur Wiederherstellung der dreischiffigen Kirche. 1893 begann man mit den Neubau nach den Plänen des Architekten. Am 28. November 1895 konnte die neue Kirche benediziert werden. Im Zweiten Weltkrieg wurde im Januar 1945 die Kirche gesprengt. 1949 baute man nach den Plänen von Fritz van Well aus Aachen eine neue Kirche. Am 19. März 1950 wurde sie geweiht. 1964 wurde der Altarraum nach Plan von Josef Höttges aus Mönchengladbach umgebaut und am 16. August 1964 der neue Altar von Erzbischof Joseph Attipetty, Verapoly, Indien eingeweiht. 1980/83 wurde die Kirche unter der Leitung von Architekt Lennartz aus Erkelenz renoviert.
St. Lambertus gehört heute zur Gemeinschaft der Gemeinden (GdG) Heinsberg-Oberbruch (Bistum Aachen).

## Architektur
Die Kirche ist ein Backsteinbau mit drei polygonalen Apsiden der früheren dreischiffigen Kirche. Die Kirche besitzt fünf Fensterachsen. Ein vorgebauter ungegliederter Westturm wird von einem zurücktretenden vierseitigen Helm bedeckt. Das Kirchen- und Turmdach ist mit Schiefer beschlagen. An der Nordseite steht ein Missionskreuz von 1728 unter einem Schutzdach und in einer Mauernische ein Steinkreuz.

## Ausstattung
- Die Orgel mit 16 Registern, mit mechanischer und elektrischer Traktur aus dem Jahre 1980 wurde von der Fa. Klais aus Bonn gebaut.
- Im Kirchturm befinden sich vier Glocken aus den Jahren 1680 und 1958.[2]
- Am Kirchturm ist eine Turmuhr eingebaut.
- Die Kirche besitzt eine Buntverglasung.[3]
- Altar aus Blaustein.

## Glocken
| Name               | Gewicht | Schlagton | Gießer                                     | Gussjahr |
| ------------------ | ------- | --------- | ------------------------------------------ | -------- |
| 1. Lambertusglocke | 1500 kg | cis¹      | Bochumer Verein für Gussstahlfabrikationen | 1958     |
| 2. Johannesglocke  | 950 kg  | e¹        | Bochumer Verein für Gussstahlfabrikationen | 1958     |
| 3. Josefsglocke    | 620 kg  | fis¹      | Bochumer Verein für Gussstahlfabrikationen | 1958     |
| 4. Marienglocke    | 470 kg  | a¹        | Johannes Bourlet                           | 1680     |

- Motiv: „Idealquartett“

## Galerie

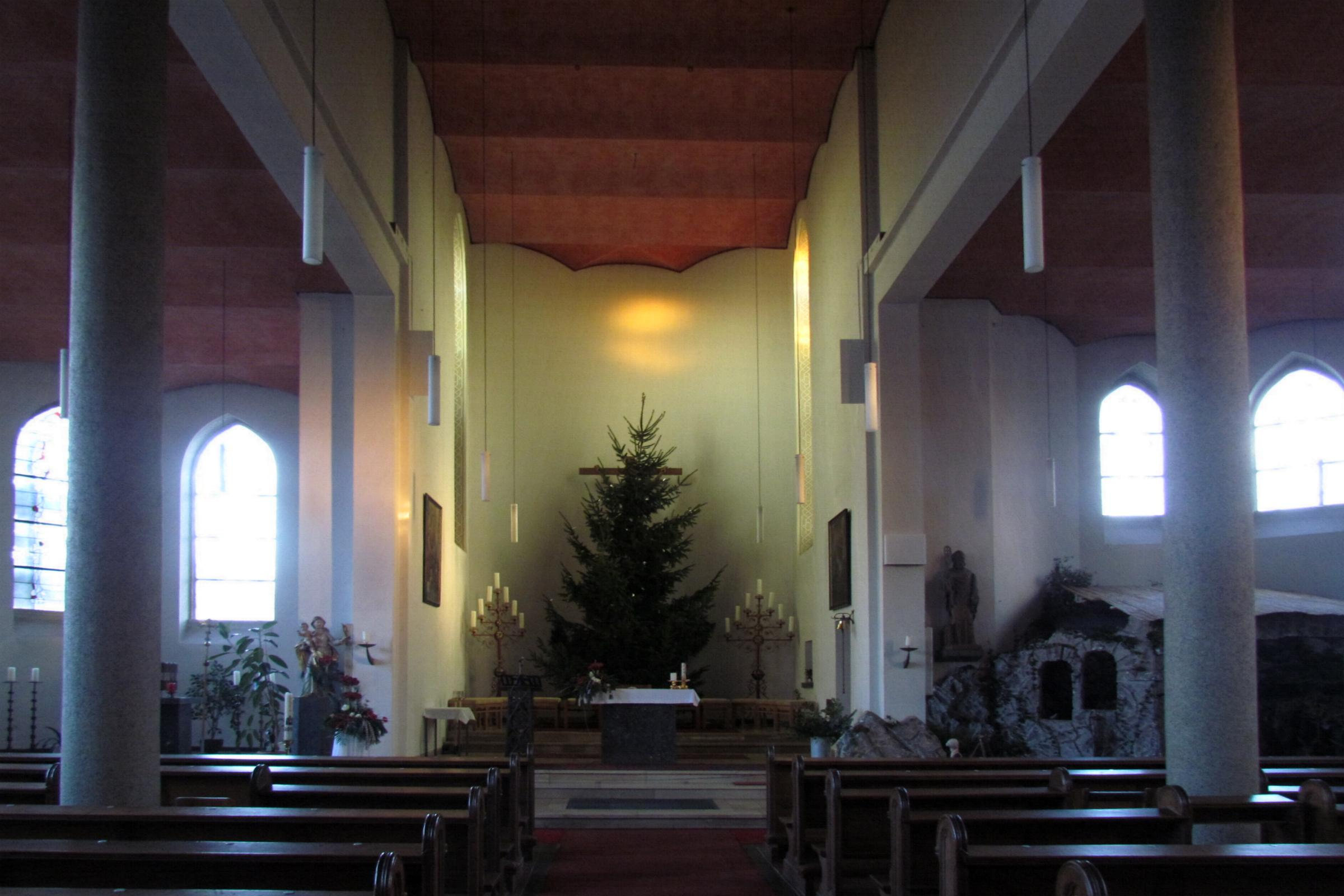
Kirchenraum
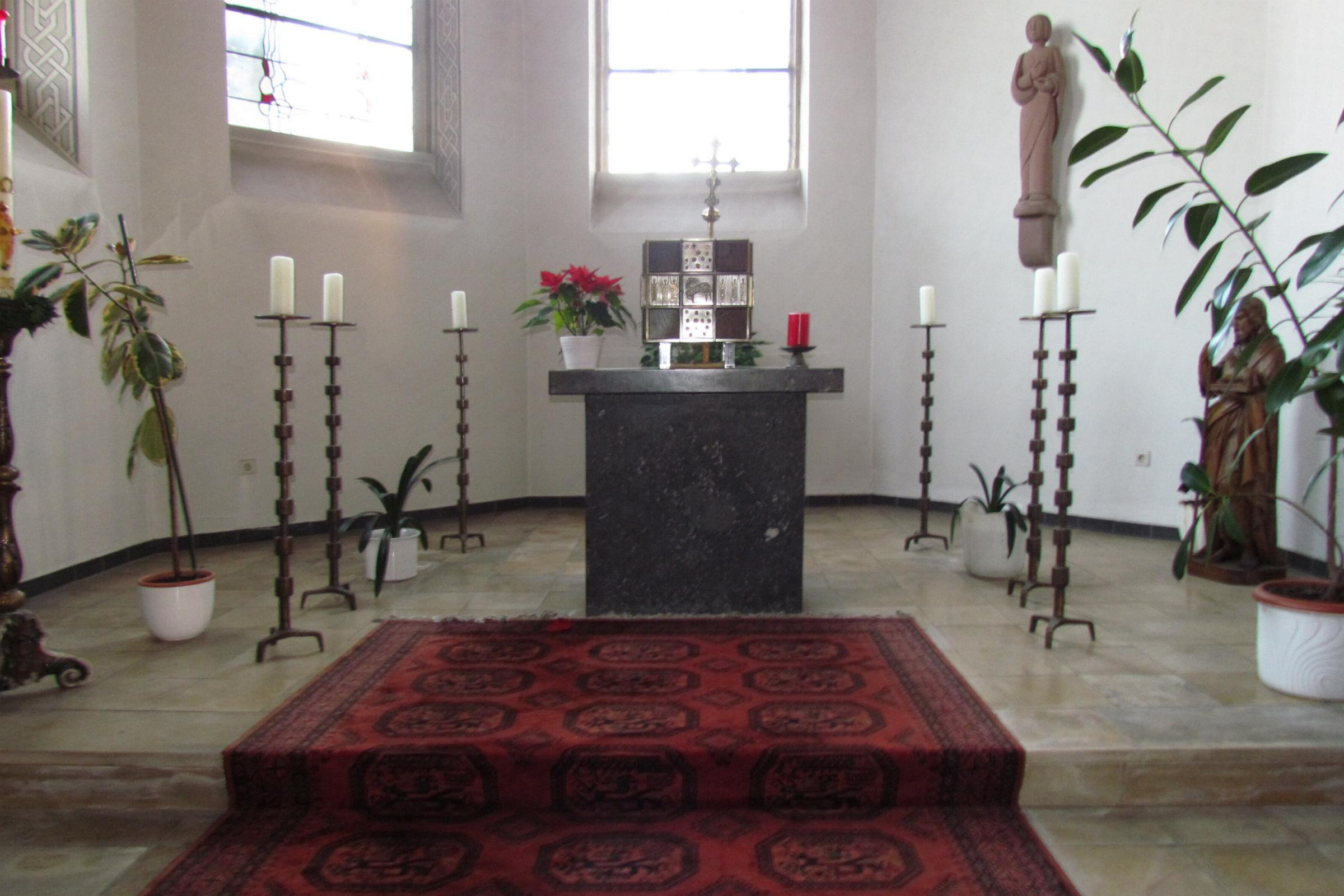
Nebenaltar
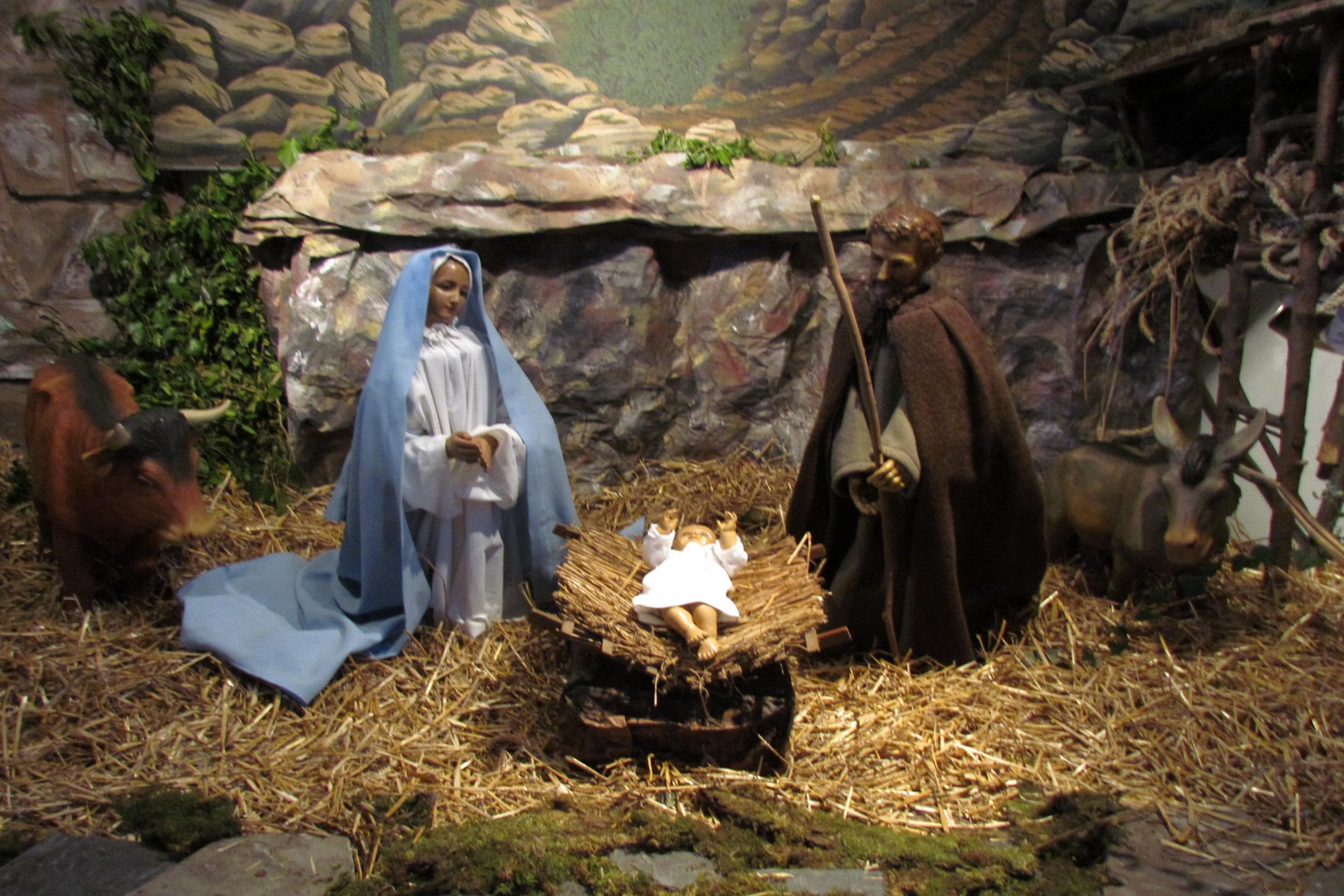
Krippe
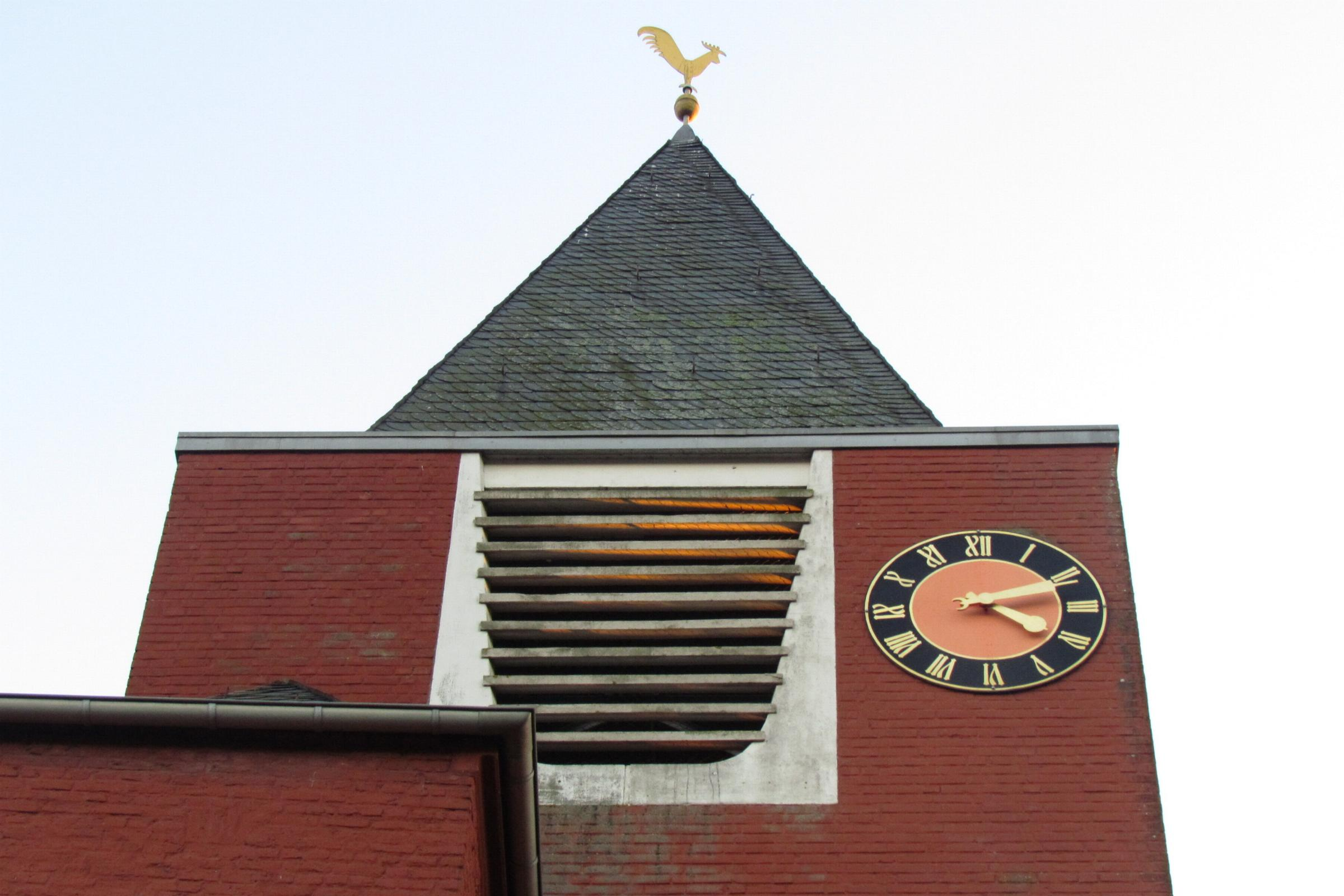
Turm und Uhr
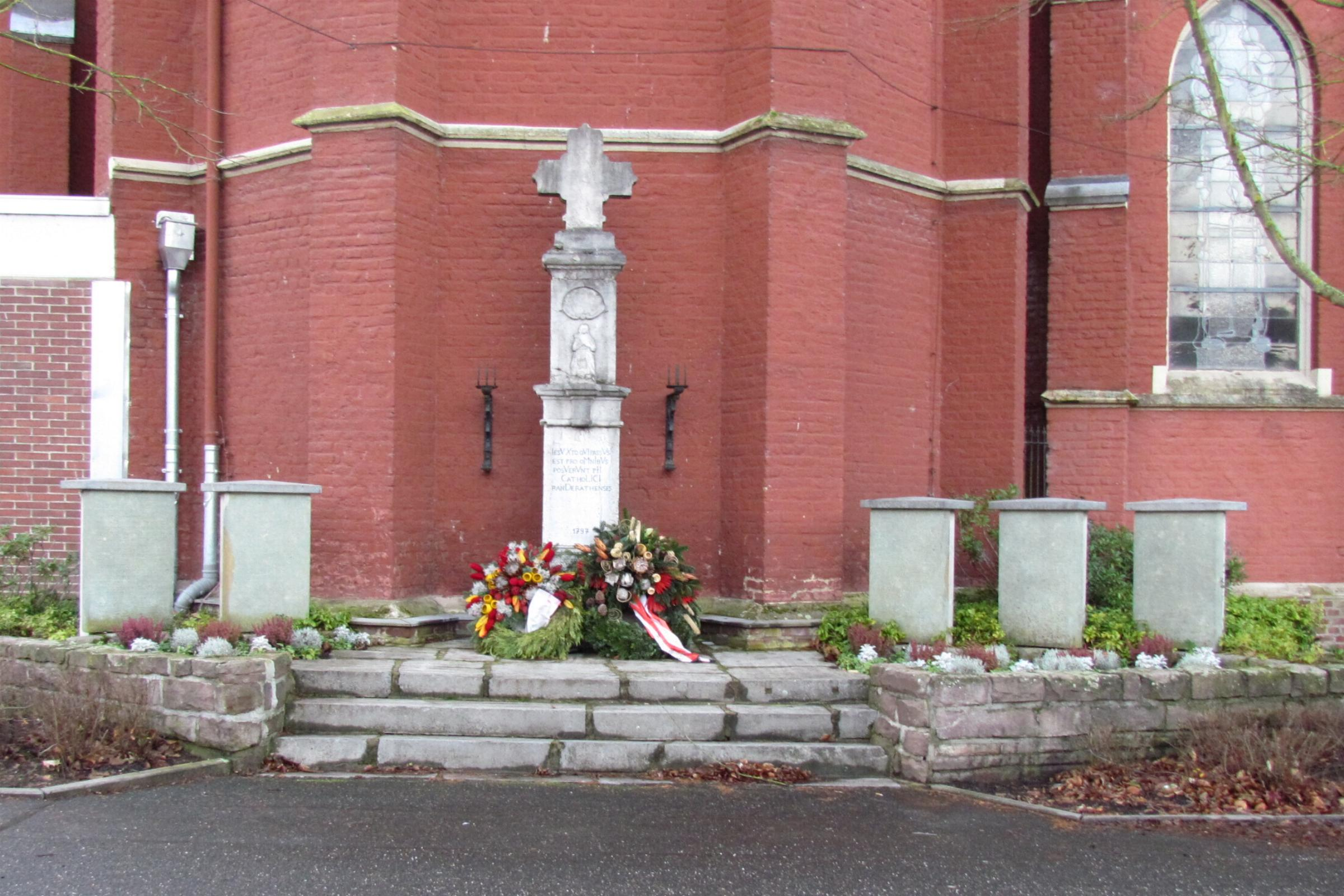
Kriegerdenkmal
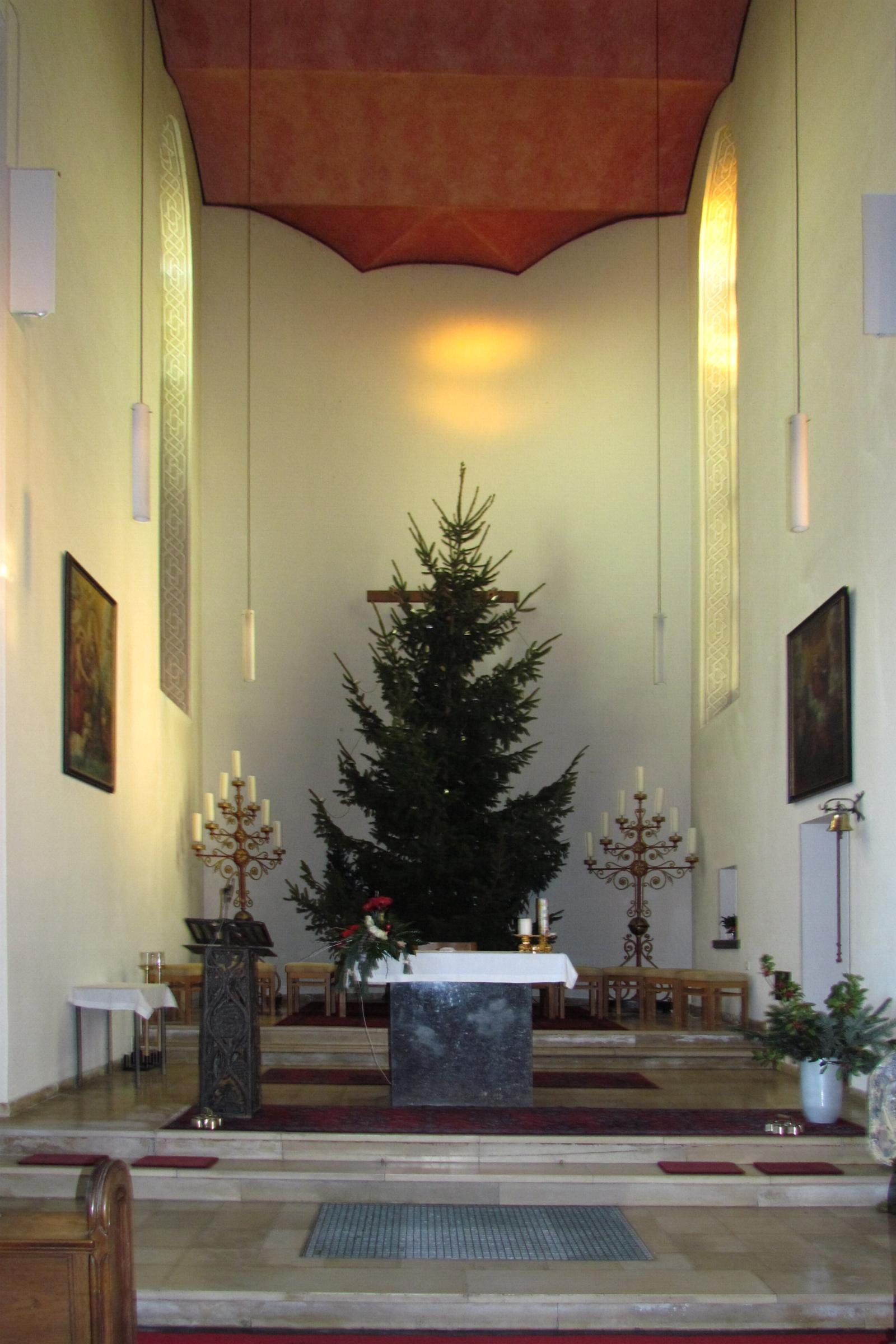
Chorraum
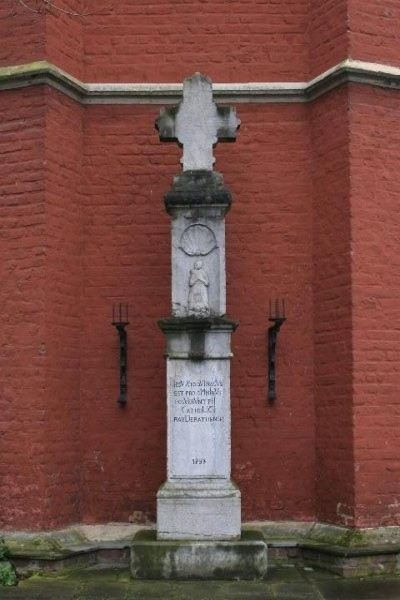
Steinkreuz
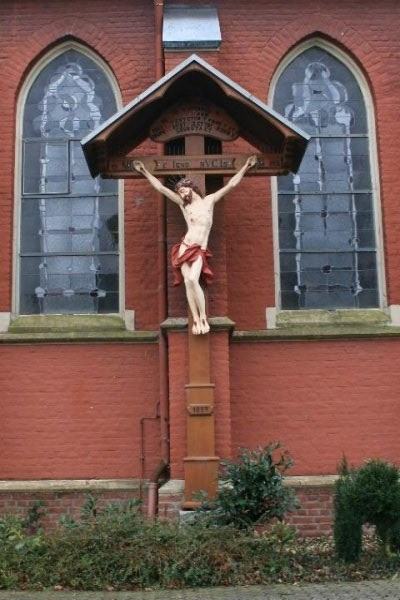
Missionskreuz